# Gastrotheca christiani
Gastrotheca christiani là một loài ếch trong họ Hemiphractidae. Chúng là loài đặc hữu của Argentina.
Các môi trường sống tự nhiên của chúng là các khu rừng ẩm ướt đất thấp nhiệt đới hoặc cận nhiệt đới và vùng nhiều đá. Loài này đang bị đe dọa do mất môi trường sống.